# Formation de Pab
La formation de Pab est une formation géologique, datant du Crétacé supérieur, située au Baloutchistan, à l'ouest du Pakistan.
Des fossiles de dinosaures ont été trouvés dans cette formation.

## Paléofaune
- Vitakridrinda
- Pakisaurus
- Balochisaurus
- Brohisaurus
- Khetranisaurus
- Marisaurus
- Sulaimanisaurus
- Baurusuchus
- Pabwehshi